# Episodi di Avventure in paradiso (prima stagione)
La prima stagione della serie televisiva Avventure in paradiso (Adventures in Paradise) è andata in onda negli Stati Uniti dal 5 ottobre 1959 al 9 maggio 1960 sulla ABC.
| nº | Titolo originale        | Prima TV USA     | Titolo italiano | Prima TV Italia |
| -- | ----------------------- | ---------------- | --------------- | --------------- |
| 1  | The Pit of Silence      | 5 ottobre 1959   |                 |                 |
| 2  | The Black Pearl         | 12 ottobre 1959  |                 |                 |
| 3  | Paradise Lost           | 26 ottobre 1959  |                 |                 |
| 4  | Lady from South Chicago | 2 novembre 1959  |                 |                 |
| 5  | The Derelict            | 9 novembre 1959  |                 |                 |
| 6  | Safari at Sea           | 16 novembre 1959 |                 |                 |
| 7  | Mission to Manila       | 23 novembre 1959 |                 |                 |
| 8  | The Raft                | 30 novembre 1959 |                 |                 |
| 9  | Peril at Pitcairn       | 7 dicembre 1959  |                 |                 |
| 10 | The Bamboo Curtain      | 14 dicembre 1959 |                 |                 |
| 11 | The Haunted             | 21 dicembre 1959 |                 |                 |
| 12 | Somewhere South of Suva | 28 dicembre 1959 |                 |                 |
| 13 | Castaways               | 4 gennaio 1960   |                 |                 |
| 14 | The Archer's Ring       | 11 gennaio 1960  |                 |                 |
| 15 | Nightmare on Napuka     | 18 gennaio 1960  |                 |                 |
| 16 | Walk Through the Night  | 25 gennaio 1960  |                 |                 |
| 17 | Judith                  | 1º febbraio 1960 |                 |                 |
| 18 | The Color of Venom      | 8 febbraio 1960  |                 |                 |
| 19 | Isle of Eden            | 22 febbraio 1960 |                 |                 |
| 20 | Prisoner in Paradise    | 29 febbraio 1960 |                 |                 |
| 21 | The Siege of Troy       | 7 marzo 1960     |                 |                 |
| 22 | There Is an Island      | 14 marzo 1960    |                 |                 |
| 23 | The Amazon              | 21 marzo 1960    |                 |                 |
| 24 | The Violent Journey     | 28 marzo 1960    |                 |                 |
| 25 | Forbidden Sea           | 4 aprile 1960    |                 |                 |
| 26 | Passage to Tua          | 11 aprile 1960   |                 |                 |
| 27 | Heads You Lose          | 18 aprile 1960   |                 |                 |
| 28 | The Death-Divers        | 25 aprile 1960   |                 |                 |
| 29 | Beached                 | 2 maggio 1960    |                 |                 |
| 30 | Whip Fight              | 9 maggio 1960    |                 |                 |

## The Pit of Silence
- Prima televisiva: 5 ottobre 1959
- Diretto da: Paul Stanley
- Scritto da: John Kneubuhl

### Trama
- Guest star: Teresa Wright (Emily), Robert F. Simon (Ned Hogue), Hazel Court (Laura McLeish), Peter Gordon (Eric Byram), Margo (Madame Hoche), Leo Richmond (Le Chef)

## The Black Pearl
- Prima televisiva: 12 ottobre 1959
- Diretto da: Robert Aldrich
- Scritto da: Thelma Schnee

### Trama
- Guest star: Kurt Kasznar (Wagner), Lon Chaney, Jr. (One Arm), Abraham Sofaer (Tamaui), Anthony Steel (Charles Remley), Patricia Medina (Celeste Soulange), Hal Baylor (Thompson)

## Paradise Lost
- Prima televisiva: 26 ottobre 1959
- Diretto da: Joseph Lejtes
- Scritto da: Gene Levitt

### Trama
- Guest star: Robert Middleton (Howard Bailey), Fay Spain (Amy), Harold Innocent (Leland St. John), Mark Bailey (ispettore), Gladys Cooper (Maude Harper), Arthur Gould-Porter (Kennedy)

## Lady from South Chicago
- Prima televisiva: 2 novembre 1959
- Diretto da: Paul Stanley
- Scritto da: Ken Kolb

### Trama
- Guest star: Simon Oakland (Martin Quirk), Suzanne Pleshette (Minette), James Holden (Clay), Paulette Goddard (Victorine Reynard)

## The Derelict
- Prima televisiva: 9 novembre 1959
- Diretto da: Roy Delruth
- Scritto da: John McGreevey

### Trama
- Guest star: George Matsui (Prince), Noel de Souza (Ananda), Liliane Montevecchi (Therese), Ricardo Montalbán (Henri Privaux), Joseph Wiseman (Totok)

## Safari at Sea
- Prima televisiva: 16 novembre 1959
- Diretto da: Robert Aldrich
- Scritto da: Bill Barrett

### Trama
- Guest star: Genevieve Aumont (ragazza), Diana Lynn (Nicole Hazen), John Ericson (Jeff Hazen), Anthony Eustrel (dottore)

## Mission to Manila
- Prima televisiva: 23 novembre 1959
- Diretto da: Bernard Girard
- Scritto da: Richard Landau

### Trama
- Guest star: Thomas Gomez (Bello), Anna May Wong (Lu Yang), Julie London (Dalisay Lynch), Douglas Dick (Dan Lynch)

## The Raft
- Prima televisiva: 30 novembre 1959
- Diretto da: Joseph Lejtes
- Scritto da: John McGreevey

### Trama
- Guest star: Patricia Owens (Rusty Haynes), Edward Andrews (Kramer), Vince Edwards (Jinks), Larry Pennell (Theodore)

## Peril at Pitcairn
- Prima televisiva: 7 dicembre 1959
- Diretto da: Roy Delruth
- Scritto da: Alvin Sapinsley

### Trama
- Guest star: Linda Lawson (Renee), Eva Gabor (Madame Laszlo), Pippa Scott, James Douglas (Bill)

## The Bamboo Curtain
- Prima televisiva: 14 dicembre 1959
- Diretto da: Joseph Lejtes
- Scritto da: Gene Levitt

### Trama
- Guest star: Anne Francis (Anne Meadows), Philip Ahn (Ling), Jason Wingreen (Romer), David Opatoshu (Paul Brossard), Len Lesser (Lasser), Anna Sten (Antonia), Patrick Macnee (colonnello O'Neill)

## The Haunted
- Prima televisiva: 21 dicembre 1959
- Diretto da: Paul Stanley
- Scritto da: George Worthing Yates

### Trama
- Guest star: Billy Curtis (capitano Borcher), Robert Carricart (dottore), Reggie Nalder (Balzac), Ben Frommer (Mulligan), Marcel de la Brosse (poliziotto tahitiano), Kim Hunter (Vanessa Sutton Charles), Elaine Stritch (Stritch), Francis Bethencourt (Kenneth), Roy Taguchi (Nanigashi), Napua Wood (principessa), Arlette Clark (Sister), Ben Wright (tenente)

## Somewhere South of Suva
- Prima televisiva: 28 dicembre 1959
- Diretto da: Gerald Mayer
- Scritto da: Harry Muheim

### Trama
- Guest star: Kay Medford (Willie), Joey Forman (Crane), Albert Salmi (Paul LeBlanc), Alexis Smith (Loraine Lucas), Nobu McCarthy (Kathy Porter)

## Castaways
- Prima televisiva: 4 gennaio 1960
- Diretto da: Gerald Mayer
- Scritto da: Robert Dillon

### Trama
- Guest star: Sam Gilman (Stavros), Fifi D'Orsay (Mother Superior), John Larch (Nicholas), George Mathews (Holt), Viveca Lindfors (Sorella Catherine), Walker Edmiston (capitano)

## The Archer's Ring
- Prima televisiva: 11 gennaio 1960
- Diretto da: Bernard Girard
- Scritto da: Dan Mainwaring

### Trama
- Guest star: Moyna MacGill (Daphne), Jerado Decordovier (Taku), Murray Matheson (Geoffrey Carey), Wayne Morris (Sam Agnew), Manuel G. DePina (conducente), Anna Kashfi (Monique Le Febure), Paul Comi (Red Wickham)

## Nightmare on Napuka
- Prima televisiva: 18 gennaio 1960
- Diretto da: Joseph Lejtes
- Scritto da: Alvin Sapinsley

### Trama
- Guest star: Fintan Meyler (Glynis Morgan), Gustavo Rojo (Roman), Martin Landau (Sackett), Herbert Marshall (dottor Morgan), Alex Durand (Jacques), Rolfe Sedan (dottor Fontaine)

## Walk Through the Night
- Prima televisiva: 25 gennaio 1960
- Diretto da: Paul Stanley
- Scritto da: Richard Landau

### Trama
- Guest star: Nico Minardos (Sebastian), Lawrence Tierney (Gunn), Brock Peters (Nicholas), Stephen Bekassy (Reuter), Mara Corday (Angel), Bill Bradley (Dvorak)

## Judith
- Prima televisiva: 1º febbraio 1960
- Diretto da: Paul Stanley
- Scritto da: Stanford Whitmore

### Trama
- Guest star: Doreen Lang (Ruth Brodie), Frank Overton (Max Brodie), Dan Duryea (Theodore Florian), Gloria Vanderbilt (Judith)

## The Color of Venom
- Prima televisiva: 8 febbraio 1960
- Diretto da: James Neilson
- Scritto da: William Froug

### Trama
- Guest star: Chana Eden (Luana Monet), John van Dreelen (tenente Truveaux), Vincent Price (Armand Duchette)

## Isle of Eden
- Prima televisiva: 22 febbraio 1960
- Diretto da: Gerd Oswald
- Soggetto di: Ken Kolb

### Trama
- Guest star: Peter Chong (generale Ta), Yvonne DeCarlo (Lianne Zagreb), Henry Slate (Lovey), Juano Hernández (Yosef), Hugo Haas (Hugo Zagreb)

## Prisoner in Paradise
- Prima televisiva: 29 febbraio 1960
- Diretto da: Joseph Lejtes
- Scritto da: John Kneubuhl

### Trama
- Guest star: Fay Bainter (Sorella Josephine), Patricia Cutts (Mavis), Michael David (Peter Levikau)

## The Siege of Troy
- Prima televisiva: 7 marzo 1960
- Diretto da: Gerald Mayer
- Scritto da: Talbot Jennings

### Trama
- Guest star: Ron Randell (Malleson), Theodore Marcuse (Gopal Singh), Roy Dean (ispettore), Joanna Moore (Ricky), Clive Halliday (dottore)

## There Is an Island
- Prima televisiva: 14 marzo 1960
- Diretto da: James Neilson
- Scritto da: Alvin Sapinsley

### Trama
- Guest star: Alf Kjellin (Hansen), Ben Frommer (Mulligan), Carmen Phillips (Fawn), Herbert Marshall (giudice), Robert Douglas (Albert Otherly)

## The Amazon
- Prima televisiva: 21 marzo 1960
- Diretto da: Joseph Lejtes
- Scritto da: William Froug

### Trama
- Guest star: Tom Drake (Underhill), Peter Thompson (dottor Jud Huniger), Claude Akins (Sam Kayle), Lizabeth Scott (Carla McKinley), Albert Carrier (Triveaux)

## The Violent Journey
- Prima televisiva: 28 marzo 1960
- Diretto da: Charles Rondeau
- Scritto da: Richard Landau

### Trama
- Guest star: Jerome Cowan (Harvey Carlton), Natalie Trundy (Monica Carlton), Madame Spivy (Mother Hubbard), Arthur Gould-Porter (Hines), Hazel Court (Laura McLeish), Jeff Richards (Paul Garner), Del Moore (Loudmouth)

## Forbidden Sea
- Prima televisiva: 4 aprile 1960
- Diretto da: Bernard Girard
- Scritto da: Alvin Sapinsley

### Trama
- Guest star: Lani Kai (Khobu), Juano Hernández (Tefatou), Henry Silva (Raoul Marquette), Robert Douglas (Albert Otherly), John McGiver (Mannheim), Joan Blondell (Millicent Brass)

## Passage to Tua
- Prima televisiva: 11 aprile 1960
- Diretto da: James Neilson
- Scritto da: Stanford Whitmore

### Trama
- Guest star: John van Dreelen (Charles Arnoux), Diane Baker (Danielle Arnoux), Brett Halsey (Paul Spencer), Oscar Beregi, Jr. (Lavin)

## Heads You Lose
- Prima televisiva: 18 aprile 1960
- Diretto da: Joseph Lejtes
- Scritto da: Michael Pertwee

### Trama
- Guest star: Steven Geray (Piet), Sean McClory (Mike Milligan), Luciana Paluzzi (Suzanne Dulac)

## The Death-Divers
- Prima televisiva: 25 aprile 1960
- Diretto da: Felix Feist
- Soggetto di: Arnold Belgard

### Trama
- Guest star: Gena Rowlands (dottor Abigail Bren), Chana Eden (Luana), Hari Rhodes (Ombomb), Jeffrey Stone (dottor Drury)

## Beached
- Prima televisiva: 2 maggio 1960
- Diretto da: James Neilson
- Scritto da: John McGreevey

### Trama
- Guest star: Simon Oakland (John Briggs), Read Morgan (Kelly Randall), Marilyn Maxwell (Lili Montegro), Yashi Kuri (Fuji)

## Whip Fight
- Prima televisiva: 9 maggio 1960
- Diretto da: Felix Feist
- Scritto da: Dan Mainwaring

### Trama
- Guest star: Susan Oliver (Nora Evans), Geoffrey Horne (Ned Evans), Alan Caillou (Ashley Cowan)